# Jesper Quistgaard
Jesper Quistgaard (født 28. juni 1990 i Nyborg) er en dansk filminstruktør og manuskriptforfatter. Han er uddannet fra den fynske filmuddannelse 18 Frames. Han har instrueret en række kortfilm og fik i 2025 debut som spillefilminstruktør med filmen Sønnike

## Levnedsløb
Jesper Quistgaard er født i Nyborg og opvokset i Ullerslev 10 km fra Nyborg. Han er opvokset i en landmandsfamilie, men efter at han havde set Ringenes Herre i biografen, vidste han, at han ville arbejde i filmbranchen. Han gik på Nyborg Gymnasium og senere på den fynske filmuddannelse 18 Frames og har lavet en række kortfilm med stor genrebevidsthed. I 2025 debuterede han med sin første spillefilm Sønnike, der handler om en familiehemmelighed, der kommer frem i lyset efter en tragisk ulykke, der rammer en familie i et fynsk landligt miljø.

## Filmografi

### Kortfilm
- Ronnie ser på stjernerne (Kortfilm, 2011)
- Forårsminder (Kortfilm, 2012)
- Overgang (Kortfilm, 2013)
- Sværvægter (Kortfilm, 2014)
- Helleflynder (Kortfilm, 2015)
- Ødeland (Afgangsfilm på 18 Frames, 2015)
- Fodbolddommeren (Kortfilm, 2018)
- Bonaparte (Kortfilm, 2020)

### Spillefilm
- Sønnike (2025)